# Charaxes congdoni
Charaxes congdoni är en fjärilsart som beskrevs av Henning. Charaxes congdoni ingår i släktet Charaxes och familjen praktfjärilar. Inga underarter finns listade i Catalogue of Life.